# Arta (geslacht)
Arta is een geslacht van vlinders van de familie snuitmotten (Pyralidae), uit de onderfamilie Chrysauginae.

## Soorten
- A. calidalis Hampson, 1906
- A. encaustalis Ragonot, 1890
- A. epicaenalis Ragonot, 1890
- A. huachucalis Haimbach, 1915
- A. idioneura Meyrick, 1936
- A. incurvalis Schaus, 1913
- A. olivalis Grote
- A. serialis Hampson, 1897
- A. solutalis Hampson, 1906
- A. statalis Grote, 1875